# Ali ibn Yusuf
Ali ibn Yusuf, död 1143, var regerande amir av Almoravidernas rike 1106–1143.